# نقل الحليب
أنشئ تعبير نقل الحليب في الحرب العالمية الثانية عندما استخدمته أطقم طائرات سلاح الجيش الامريكي وسلاح الجو الملكي لوصف أدنى مقاومة لأي مهمة كانت متوقعة من العدو.
تبين مصادر أخرى أن مصطلح نقل الحليب استخدم مبكراً في الوسط العلوي من الولايات المتحدة الأمريكية للمناطق الريفية عام 1917 ويستخدم لوصف القطار الذي صنع ليتوقف بتكرار من يحمل علب حليب المزارعين الريفيين لشحن منتجات الالبان اليومية إلى التحويل والتعليب.
وقد وصف قاموس ماكميلان على الإنترنت الاستخدام الأمريكي على أنها طائرة أو رحلة قطار تتوقف في عدة أماكن. وفي هذا السياق، استخدام المصطلح شعبيا لوصف رحلة بطيئة ومضجرة.
وصف نفس الدخول اختلاف الوصف في بريطانيا إلى حد ما، حيث تصف انها رحلة منتظمة لا يحدث خلالها أي شيء غير عادي وخاصة في الطائرة.

## التاريخ
في الثقافة الحضارية الامريكية، جاء تشغيل الحليب لوصف توزيع زجاجات الحليب على يد الحلاب. وفي طريقه اليومي، وفي الوقت ذاته وزع الحلاب الزجاجات المملؤة وجمع الزجاجات الفارغة من التسليم السابق، بعد إكمال الرحلة التامة، فهو عاد مع الزجاجات الفارغة إلى نقطة البداية.

### طرق الطيران
في صناعة الخط الجوي التجاري، تم استخدام نقل الحليب لوصف الرحلات الجوية المتعددة الوقوف المنتظمة المجدولة التي تقوم بطائرة واحدة. ومن الامثلة التي تتضمنها هذه الطرق:
- العديد من طرق خطوط ألاسكا التي نربط من ألاسكا الأصغر إلى أنكوراج، فايربانكس.
- الخطوط الجوية الاقليمية (Rex) نقل الحليب في كوينزلاند، استراليا.
- خدمة شركة الطيران المتحدة ثلاثية الاسبوعية من هونولولو إلي غوام عبر تشوك، كوسريا ، بونباي ، كواجالين ، وماجورو.